# David Dunn
David John Ian Dunn (Great Harwood, Inglaterra, 27 de diciembre de 1979) es un exfutbolista y entrenador inglés que jugaba de centrocampista.
Su último club como jugador fue el Oldham Athletic A. F. C., aunque la mayor parte de su carrera la pasó en el Blackburn Rovers F. C.

## Selección nacional
Jugó con las categorías sub-18 y sub-21 de la selección inglesa. Debutó con la absoluta en 2002 disputando su primer y único partido, sustituyendo a Kieron Dyer en un amistoso contra Portugal.

## Clubes

### Como jugador
| Club                     | País       | Año       |
| ------------------------ | ---------- | --------- |
| Blackburn Rovers F. C.   | Inglaterra | 1998-2003 |
| Birmingham City F. C.    | Inglaterra | 2003-2007 |
| Blackburn Rovers F. C.   | Inglaterra | 2007-2015 |
| Oldham Athletic A. F. C. | Inglaterra | 2015-2016 |

### Como entrenador
| Club                       | País       | Año       |
| -------------------------- | ---------- | --------- |
| Oldham Athletic A. F. C.   | Inglaterra | 2015-2016 |
| Blackpool F. C. (interino) | Inglaterra | 2020      |
| Barrow A. F. C.            | Inglaterra | 2020      |

## Palmarés

### Títulos nacionales
| Título                        | Club                   | País       | Año  |
| ----------------------------- | ---------------------- | ---------- | ---- |
| Copa de la Liga de Inglaterra | Blackburn Rovers F. C. | Inglaterra | 2002 |